# Crimes of the Hot
«Crimes of the Hot» (рус. «Преступления Жары») — восьмой эпизод четвёртого сезона мультсериала «Футурама». Североамериканская премьера этого эпизода состоялась 10 ноября 2002 года.

## Сюжет
На планете Земля дни становятся всё жарче и жарче. В поисках объяснений команда смотрит старый фильм о глобальном потеплении. Оказывается, чтобы решить проблему, в океан периодически скидывается большая глыба льда, которая с каждым разом становится всё больше. Команду «Межпланетного экспресса» посылают за очередной порцией льда. Прибыв на комету Галлея, они обнаруживают, что лёд закончился. Лучшие учёные Земли собираются на конференцию, чтобы решить назревшую проблему. Профессор Фарнсворт признаётся, что причиной всему являются роботы (которых изобрёл он) с высоким уровнем выхлопа. Учёные под предводительством Огдена Вёрнструма решают, что единственное решение — уничтожить всех роботов на Земле.
Тем временем Бендер тронут новостями о миграции черепах из-за жары и решает спасти одну из них. Расспросы команды раскрыли, что Бендер, как и черепахи, не может встать, если упал на спину.
Президент Земли Голова Ричарда Никсона объявляет о празднестве для роботов на Галапагосских островах, где планируется уничтожить всю популяцию роботов с помощью электромагнитного импульса из орбитальной пушки, построенной Вёрнструмом.
Бендер, который присутствовал на конференции, знает об этом плане, но ради спасения черепах он решает принять свою судьбу и тоже прийти на праздник. Там он случайно выдаёт готовящийся против роботов заговор и вызывает панику.
Фарнсворт прибывает на Галапагосские острова вместе с Фраем и Лилой и предлагает выход для роботов: каждый робот без исключения должен направить свои выхлопы строго вверх, чтобы отдалить планету от Солнца. Все роботы, кроме Бендера, который лежал на земле, неспособный подняться, направили выхлопы вверх. Именно выхлопов Бендера не хватало для полного решения ситуации. Пока Бендер оплакивал свою судьбу, черепашка, раскачиваясь из стороны в сторону, сумела перевернуться на ноги. Он сумел повторить действия черепашки, и его мощные выхлопы смогли помочь сдвинуть Землю на новую орбиту и спасти роботов от выстрела из пушки Вёрнструма. Фарнсворт получил за свою работу медаль Загрязнения, а дополнительная неделя, вызванная перемещением Земли на новую орбиту, получила название Праздничной недели роботов.

## Персонажи
Список новых или периодически появляющихся персонажей сериала
- Голова Ричарда Никсона
- Огден Вёрнструм
- Эл Гор
- Морбо
- Линда
- Зубастик
- Разрушительница
- Сломанный Эдди
- Потрошитель
- Роберто
- Робопроповедник
- Секс-бомба
- Дебют: Робот-гедонист
- Дебют: Рэнди Манчиник (строитель ковчега однополых животных)
- Дебют: Безголовое тело Спиро Агню
- Калькулон
- Робот-дьявол

## Интересные факты